# Domen (roman av John Grisham)
Domen (engelska: The Last Juror) är en bok av John Grisham utgiven på engelska 2004 och på svenska 2005.

## Handling
1970 blir en ung mor våldtagen och mördad i Ford County, Mississippi. Ett brott som slås upp stort av lokaltidningen och dess chefredaktör, som driver en hård kampanj för att få mördaren, Danny Padgitt, fälld. Padgitt döms till livstids fängelse och hotar jurymedlemmar med vedergällning. Livstid i Mississippi vid den här tidpunkten betyder inte livstid: efter nio år benådas Padgitt och dödshoten mot juryn börjar verkställas.